# Coscinida japonica
Coscinida japonica là một loài nhện trong họ Theridiidae.
Loài này thuộc chi Coscinida. Coscinida japonica được Hajime Yoshida miêu tả năm 1994.